# 衆議院比例代表制選挙区一覧
衆議院比例代表制選挙区一覧（しゅうぎいんひれいだいひょうせいせんきょくいちらん）は、日本国の衆議院議員総選挙における比例代表制選挙の選挙区（比例ブロック）の一覧。各選挙区選出の議員については衆議院議員一覧を参照のこと。

## 概要
衆議院議員総選挙における比例代表制は、1994年（平成6年）に改正された公職選挙法で、従来の衆議院議員総選挙において用いられてきた中選挙区制が全面的に廃止され、新たに小選挙区比例代表並立制が採られたことにより導入された。国政選挙における比例代表制そのものは、すでに1982年（昭和57年）から、参議院議員通常選挙において、従来の全国区制に替えて参議院比例区として導入されていた。
衆議院比例代表制選挙区の区割りは、公職選挙法第13条第2項および別表第二によって定められている。この別表第二により、47都道府県全域が11の比例代表制選挙区に分割されている。
衆議院小選挙区制選挙区の総定数が289であるのに対して、衆議院比例代表制選挙区の総定数は176である（1994年（平成6年）から2000年（平成12年）までは200、2000年から2017年（平成29年）までは180）。この衆議院議員総選挙における小選挙区選出議員の総定数および比例代表選出議員の総定数は、政治改革を標榜していた細川護煕内閣（非自民非共産連立政権）が当時の野党自民党を承服させる形で先ず成立し、その後、自自公連立政権が微調整を行ったものである。
一般に、小選挙区制は二大政党に集約され、政権交代が起きやすくなるとされるのに対して、比例代表制は小党が分立し、中選挙区制（大選挙区制）は政権交代が起きにくくなるとされている。
なお、公職選挙法第13条第2項等で「衆議院（比例代表選出）議員の選挙区」と表現されており、官報（中央選挙管理会告示）では、「衆議院比例代表選出議員選挙○○選挙区」と表現されている。この衆議院比例代表制選挙区は、報道等では一般に、比例ブロックあるいは単にブロックという名称で呼ばれている。また同様に、個々の衆議院比例代表制選挙区は、その選挙区の地方名○○を入れた比例○○ブロックあるいは単に○○ブロックという名称で呼ばれている。

## ブロック
| 選挙区               | 定数 | 有権者数     | 議員1人当たり有権者数 | 区域                                                             | 地図 |
| -------------------- | ---- | ------------ | --------------------- | ---------------------------------------------------------------- | ---- |
| 比例北海道ブロック   | 8    | 4,381,196人  | 547,650人             | 北海道                                                           |      |
| 比例東北ブロック     | 12   | 7,151,162人  | 595,930人             | 青森県、岩手県、宮城県、秋田県、山形県、福島県                   |      |
| 比例北関東ブロック   | 19   | 11,722,981人 | 616,999人             | 茨城県、栃木県、群馬県、埼玉県                                   |      |
| 比例南関東ブロック   | 23   | 13,673,311人 | 594,492人             | 千葉県、神奈川県、山梨県                                         |      |
| 比例東京ブロック     | 19   | 11,578,559人 | 609,398人             | 東京都                                                           |      |
| 比例北陸信越ブロック | 10   | 5,928,235人  | 592,824人             | 新潟県、富山県、石川県、福井県、長野県                           |      |
| 比例東海ブロック     | 21   | 12,152,079人 | 578,670人             | 岐阜県、静岡県、愛知県、三重県                                   |      |
| 比例近畿ブロック     | 28   | 16,905,312人 | 603,761人             | 滋賀県、京都府、大阪府、兵庫県、奈良県、和歌山県                 |      |
| 比例中国ブロック     | 10   | 5,917,369人  | 591,737人             | 鳥取県、島根県、岡山県、広島県、山口県                           |      |
| 比例四国ブロック     | 6    | 3,081,854人  | 513,642人             | 徳島県、香川県、愛媛県、高知県                                   |      |
| 比例九州ブロック     | 20   | 11,677,816人 | 583,891人             | 福岡県、佐賀県、長崎県、熊本県、大分県、宮崎県、鹿児島県、沖縄県 |      |

- 定数は、2022年12月28日現在[1]。有権者数は、2024年9月登録日現在。